# MIT-licentie
De MIT-licentie is een softwarelicentie voor opensourcesoftware. Het is ontstaan op Massachusetts Institute of Technology. Net als de BSD-licentie staat de MIT-licentie bijna alles toe. De enige voorwaarde is dat het copyright statement in alle kopieën moet blijven staan. Verder mag de software ook gebruikt worden als onderdeel van propriëtaire software.
De MIT-licentie is goedgekeurd volgens de Definitie van Vrije Culturele Werken.

## Licentietekst
De MIT-licentie luidt als volgt:
```
 Copyright (c) <year> <copyright holders>

 Permission is hereby granted, free of charge, to any person
 obtaining a copy of this software and associated documentation
 files (the "Software"), to deal in the Software without
 restriction, including without limitation the rights to use,
 copy, modify, merge, publish, distribute, sublicense, and/or sell
 copies of the Software, and to permit persons to whom the
 Software is furnished to do so, subject to the following
 conditions:

 The above copyright notice and this permission notice shall be
 included in all copies or substantial portions of the Software.

 THE SOFTWARE IS PROVIDED "AS IS", WITHOUT WARRANTY OF ANY KIND,
 EXPRESS OR IMPLIED, INCLUDING BUT NOT LIMITED TO THE WARRANTIES
 OF MERCHANTABILITY, FITNESS FOR A PARTICULAR PURPOSE AND
 NONINFRINGEMENT. IN NO EVENT SHALL THE AUTHORS OR COPYRIGHT
 HOLDERS BE LIABLE FOR ANY CLAIM, DAMAGES OR OTHER LIABILITY,
 WHETHER IN AN ACTION OF CONTRACT, TORT OR OTHERWISE, ARISING
 FROM, OUT OF OR IN CONNECTION WITH THE SOFTWARE OR THE USE OR
 OTHER DEALINGS IN THE SOFTWARE.

```

## Aanverwante onderwerpen
- LGPL, Lesser General Public License
- GFDL, GNU Free Documentation License
- Public domain software
- Vrije software
- Opensourcesoftware
- GNU
- Linux